# Seznam premiérů Švédska
Toto je seznam premiérů Švédska od zavedení tohoto úřadu v roce 1876:
| Pořadí | Portrét | Jméno (narození–úmrtí)              | Volby                              | Nástup do úřadu    | Odchod z úřadu     | Politická strana         | Vláda              |
| ------ | ------- | ----------------------------------- | ---------------------------------- | ------------------ | ------------------ | ------------------------ | ------------------ |
| 1      |         | Louis Gerhard De Geer (1818–1896)   | 1875 1878                          | 20. března 1878    | 19. dubna 1880     | nestraník                | L. G. De Geer      |
| 2      |         | Arvid Posse (1820–1901)             | 1881                               | 19. dubna 1880     | 13. června 1883    | Strana zemědělského lidu | Posse              |
| 3      |         | Carl Johan Thyselius (1811–1891)    | -                                  | 13. června 1883    | 16. května 1884    | nestraník                | Thyselius          |
| 4      |         | Robert Themptander (1844–1897)      | 1884 1887 I 1887 II                | 16. května 1884    | 6. února 1888      | nestraník                | Themptander        |
| 5      |         | Gillis Bildt (1820–1894)            | -                                  | 6. února 1888      | 12. října 1889     | nestraník                | G. Bildt           |
| 6      |         | Gustaf Åkerhielm (1833–1900)        | 1890                               | 12. října 1889     | 10. července 1891  | Protekcionistická strana | Åkerhielm          |
| 7      |         | Erik Gustaf Boström (1842–1907)     | 1893 1896 1899                     | 10. července 1891  | 12. září 1900      | Protekcionistická strana | Boström I          |
| 8      |         | Fredrik von Otter (1833–1910)       | -                                  | 12. září 1900      | 5. července 1902   | nestraník                | Otter              |
| (7)    |         | Erik Gustaf Boström (1842–1907)     | 1902                               | 5. července 1902   | 13. dubna 1905     | Strana zemědělského lidu | Boström II         |
| 9      |         | Johan Ramstedt (1852–1935)          | -                                  | 13. dubna 1905     | 2. srpna 1905      | nestraník                | Ramstedt           |
| 10     |         | Christian Lundeberg (1842–1911)     | -                                  | 2. srpna 1905      | 7. listopadu 1905  | Protekcionistická strana | Lundeberg          |
| 11     |         | Karl Staaff (1860–1915)             | 1905                               | 7. listopadu 1905  | 29. května 1906    | Liberální strana         | Staaff I           |
| 12     |         | Arvid Lindman (1862–1936)           | 1939                               | 29. května 1906    | 7. října 1911      | Strana zemědělského lidu | Lindman I          |
| (11)   |         | Karl Staaff (1860–1915)             | -                                  | 7. října 1911      | 17. února 1914     | Liberální strana         | Staaff II          |
| 13     |         | Hjalmar Hammarskjöld (1862–1953)    | 1914 I 1914 II                     | 17. února 1914     | 30. března 1917    | nestraník                | Hammarskjöld       |
| 14     |         | Carl Swartz (1858–1926)             | -                                  | 30. března 1917    | 19. října 1917     | Národní strana           | Swartz             |
| 15     |         | Nils Edén (1871–1945)               | 1917                               | 19. října 1917     | 10. března 1920    | Liberální strana         | Edén               |
| 16     |         | Hjalmar Branting (1860–1925)        | -                                  | 10. března 1920    | 27. října 1920     | Sociální demokracie      | Branting I         |
| 17     |         | Gerhard Louis De Geer (1854–1935)   | 1920                               | 27. října 1920     | 23. února 1921     | nestraník                | G. L. De Geer      |
| 18     |         | Oscar von Sydow (1873–1936)         | -                                  | 23. února 1921     | 13. října 1921     | nestraník                | von Sydow          |
| (16)   |         | Hjalmar Branting (1860–1925)        | 1921                               | 13. října 1921     | 19. dubna 1923     | Sociální demokracie      | Branting II        |
| 19     |         | Ernst Trygger (1857–1943)           | -                                  | 19. dubna 1923     | 18. října 1924     | Národní strana           | Trygger            |
| (16)   |         | Hjalmar Branting (1860–1925)        | 1924                               | 18. října 1924     | 24. ledna 1925     | Sociální demokracie      | Branting III       |
| 20     |         | Rickard Sandler (1884–1964)         | -                                  | 24. ledna 1925     | 7. června 1926     | Sociální demokracie      | Sandler            |
| 21     |         | Carl Gustaf Ekman (1872–1945)       | -                                  | 7. června 1926     | 2. října 1928      | Liberálové               | Ekman I            |
| (12)   |         | Arvid Lindman (1862–1936)           | 1928                               | 2. října 1928      | 7. června 1930     | Strana zemědělského lidu | Lindman II         |
| (21)   |         | Carl Gustaf Ekman (1872–1945)       | -                                  | 7. června 1930     | 6. srpna 1932      | Liberálové               | Ekman II           |
| 22     |         | Felix Hamrin (1875–1937)            | -                                  | 6. srpna 1932      | 24. září 1932      | Liberálové               | Hamrin             |
| 23     |         | Per Albin Hansson (1885–1946)       | 1932                               | 24. září 1932      | 19. června 1936    | Sociální demokracie      | Hansson I          |
| 24     |         | Axel Pehrsson-Bramstorp (1883–1954) | -                                  | 19. června 1936    | 28. září 1936      | Zemědělská liga          | Pehrsson-Bramstorp |
| (23)   |         | Per Albin Hansson (1885–1946)       | -                                  | 28. září 1936      | 6. října 1946      | Sociální demokracie      | Hansson II-III-IV  |
| 25     |         | Tage Erlander (1901–1985)           | 1948 1952 1956 1958 1960 1964 1968 | 6. října 1946      | 14. října 1969     | Sociální demokracie      | Erlander I-II-III  |
| 26     |         | Olof Palme (1927–1986)              | 1970 1973                          | 14. října 1969     | 8. října 1976      | Sociální demokracie      | Palme I            |
| 27     |         | Thorbjörn Fälldin (1926–2016)       | 1976                               | 8. října 1976      | 18. října 1978     | Strana středu            | Fälldin I          |
| 28     |         | Ola Ullsten (1931–2018)             | -                                  | 18. října 1978     | 12. října 1979     | Liberálové               | Ullsten            |
| (27)   |         | Thorbjörn Fälldin (1926–2016)       | 1979                               | 12. října 1979     | 8. října 1982      | Strana středu            | Fälldin II-III     |
| (26)   |         | Olof Palme (1927–1986)              | 1982 1985                          | 8. října 1982      | 28. února 1986     | Sociální demokracie      | Palme II           |
| 29     |         | Ingvar Carlsson (* 1934)            | 1988                               | 28. února 1986     | 4. října 1991      | Sociální demokracie      | Carlsson I-II      |
| 30     |         | Carl Bildt (* 1949)                 | 1991                               | 4. října 1991      | 7. října 1994      | Umírněná strana          | C. Bildt           |
| (29)   |         | Ingvar Carlsson (* 1934)            | 1994                               | 7. října 1994      | 22. března 1996    | Sociální demokracie      | Carlsson III       |
| 31     |         | Göran Persson (* 1949)              | 1998 2002                          | 22. března 1996    | 6. října 2006      | Sociální demokracie      | Persson            |
| 32     |         | Fredrik Reinfeldt (* 1965)          | 2006 2010                          | 6. října 2006      | 3. říjen 2014      | Umírněná strana          | Reinfeldt          |
| 33     |         | Stefan Löfven (* 1957)              | 2014 2018                          | 3. říjen 2014      | 30. listopadu 2021 | Sociální demokracie      | Löfven I-II-III    |
| 34     |         | Magdalena Anderssonová (* 1967)     | -                                  | 30. listopadu 2021 | 18. října 2022     | Sociální demokracie      | Anderssonová       |
| 35     |         | Ulf Kristersson (* 1963)            | 2022                               | 18. října 2022     |                    | Umírněná strana          | Kristersson        |